# Flugplatz Hamburg-Finkenwerder

i7
i11
i13
Der Flugplatz Hamburg-Finkenwerder (IATA-Code: XFW, ICAO-Code: EDHI) ist ein Sonderlandeplatz im Südwesten von Hamburg und Teil des Werksgeländes der Airbus Operations GmbH in Hamburg-Finkenwerder an der Elbe. Er verfügt über eine Start- und Landebahn, auf der im Rahmen von Test- und Auslieferungsflügen sowie Materialtransporten und Werksflugverkehr werktäglich etwa 10 bis 15 Flugzeuge starten und landen.

## Lage
Das Airbus-Betriebsgelände liegt etwa 10 km Luftlinie westlich des Hamburger Stadtzentrums. Es gehört zum Stadtteil Finkenwerder und somit zum Bezirk Hamburg-Mitte. Ein Großteil des Werkes liegt auf der Aufschüttungsfläche im ehemaligen Mühlenberger Loch. Die Einflugschneise verläuft im Norden über die Hamburger Elbvororte und über die Elbe, im Süden über den Stadtteil Neuenfelde.

## Verkehrsanbindung
Zur Bushaltestelle des HVV Airbus fahren die Linien 150, 146 und 550 ab Bahnhof Altona, Bahnhof Harburg bzw. Hamburg-Neugraben-Fischbek.
Der Flughafen ist über die Anschlussstelle Hamburg-Waltershof an die A7 angebunden.
Die Fährlinie 68 der HADAG verkehrt an Werktagen morgens und nachmittags zwischen dem Fähranleger Teufelsbrück und dem Schiffanleger AIRBUS. Das Aussteigen ist nur für Beschäftigte des Werks gestattet.

## Geschichte
Der Flugplatz entstand 1954 ursprünglich als Werksflugplatz der damaligen Hamburger Flugzeugbau. Im Jahr 1964 startete von hier der dritte Prototyp der Transall C-160 seinen Erstflug.
Am 31. Mai 1967 landete der Chefpilot der spanischen Chartergesellschaft Spantax mit einer Convair CV-990 auf der damals nur 1360 m langen Landebahn von Hamburg-Finkenwerder, weil er sie mit einer etwa 3000 m langen Landebahn des internationalen Flughafens Hamburg-Fuhlsbüttel verwechselt hatte. Er brachte die Maschine gerade noch vor dem Bahnende zum Stehen (siehe auch: „Finkenwerder Airlines“).

### Werksflugplatz von Airbus
Der Flugplatz Hamburg-Finkenwerder ist als Werksflugplatz von Airbus der Ort des Erstfluges aller Airbus A318, A319, A321 und auch eines Teiles der A320, die in Hamburg endmontiert und an Kunden ausgeliefert werden. Airbus A380 fliegen seit 2007 den Flugplatz zum Zweck des Innenausbaus, der Lackierung und der Auslieferung an. Der Airbus Beluga, eine Frachtversion des Airbus A300 und sein Nachfolger der auf Basis des Airbus A330 entwickelte Airbus Beluga XL, liefern die größeren Flugzeug-Sektionen (Airbus-A320-Familie) bzw. holt sie ab (Airbus A330-Familie und Airbus A350). Zu verschiedenen europäischen Airbus-Standorten verkehrten im Werksverkehr auch Passagierflugzeuge der Ostfriesische Lufttransport (OLT) des Typs Fokker 100, die ab November 2011 durch A319 der Fluggesellschaft Germania ersetzt und anschließend durch die britische Charterfluggesellschaft Titan Airways durchgeführt wurden. Seit 2019 wird diese Dienstleistung durch die spanische Fluggesellschaft Volotea erbracht.
Im April 2006 wurde mit der Verlängerung der Start- und Landebahn für die Frachtversion des A380, der A380F, begonnen. Die Bahn wurde dabei von 2684 m Länge nach Südwesten auf 3183 m verlängert. Am 16. Juli 2007 wurde die verlängerte Landebahn nach Abschluss der Bauarbeiten an Airbus übergeben. Damit wurde die Verlängerung der Landebahn etwa zwei Monate früher fertig als ursprünglich geplant. Bevor die Landebahnverlängerung beginnen konnte, waren gerichtliche Klagen von 184 Klägern abgewiesen worden, die sich wegen der Landverluste und der Lärmbelastung gegen den Ausbau der Landebahn gewandt hatten, so dass im März 2006 der Baustopp vollständig aufgehoben wurde und am 19. April 2006 der erste Spatenstich erfolgte.

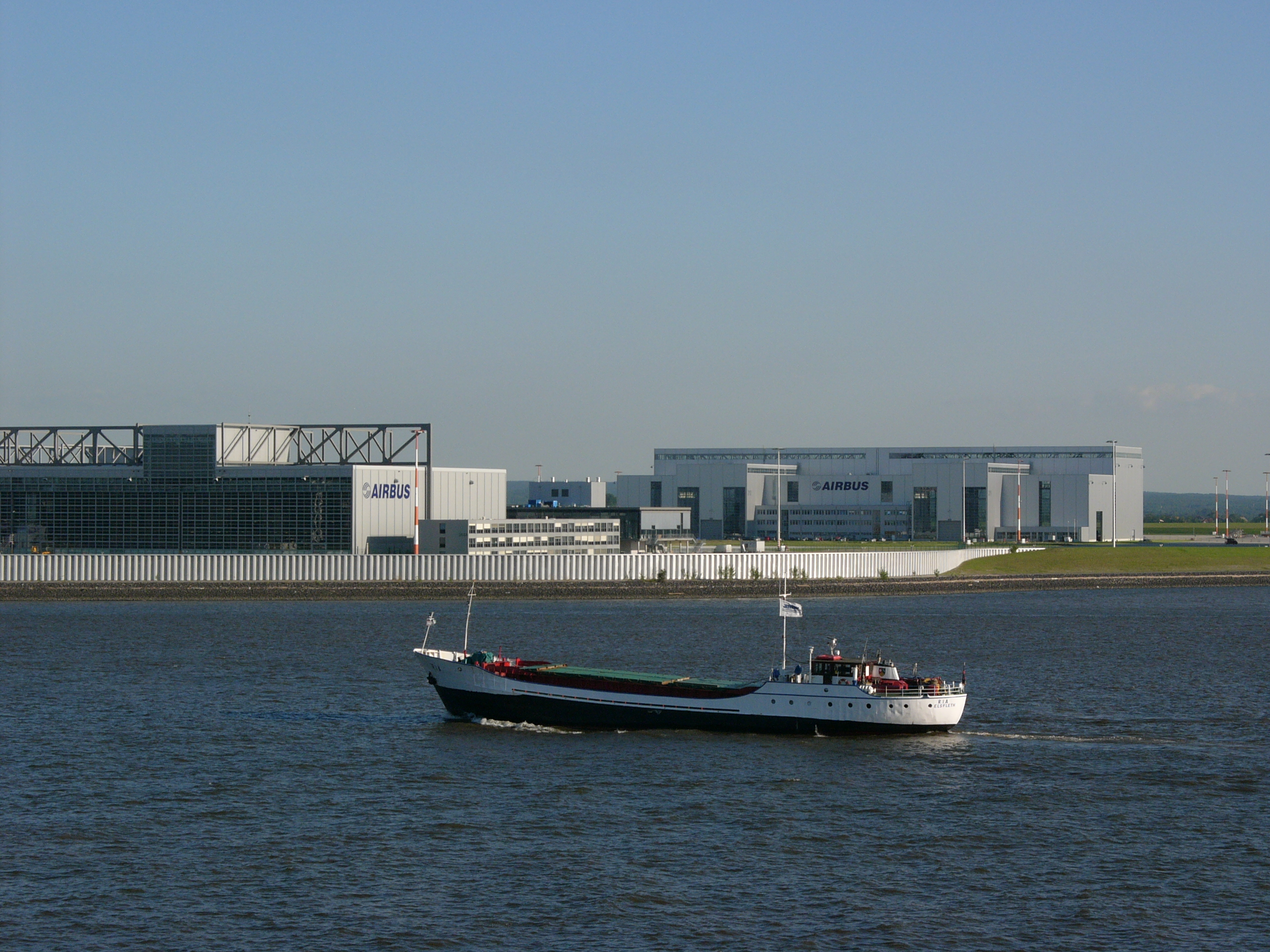
Blick auf das Werksgelände
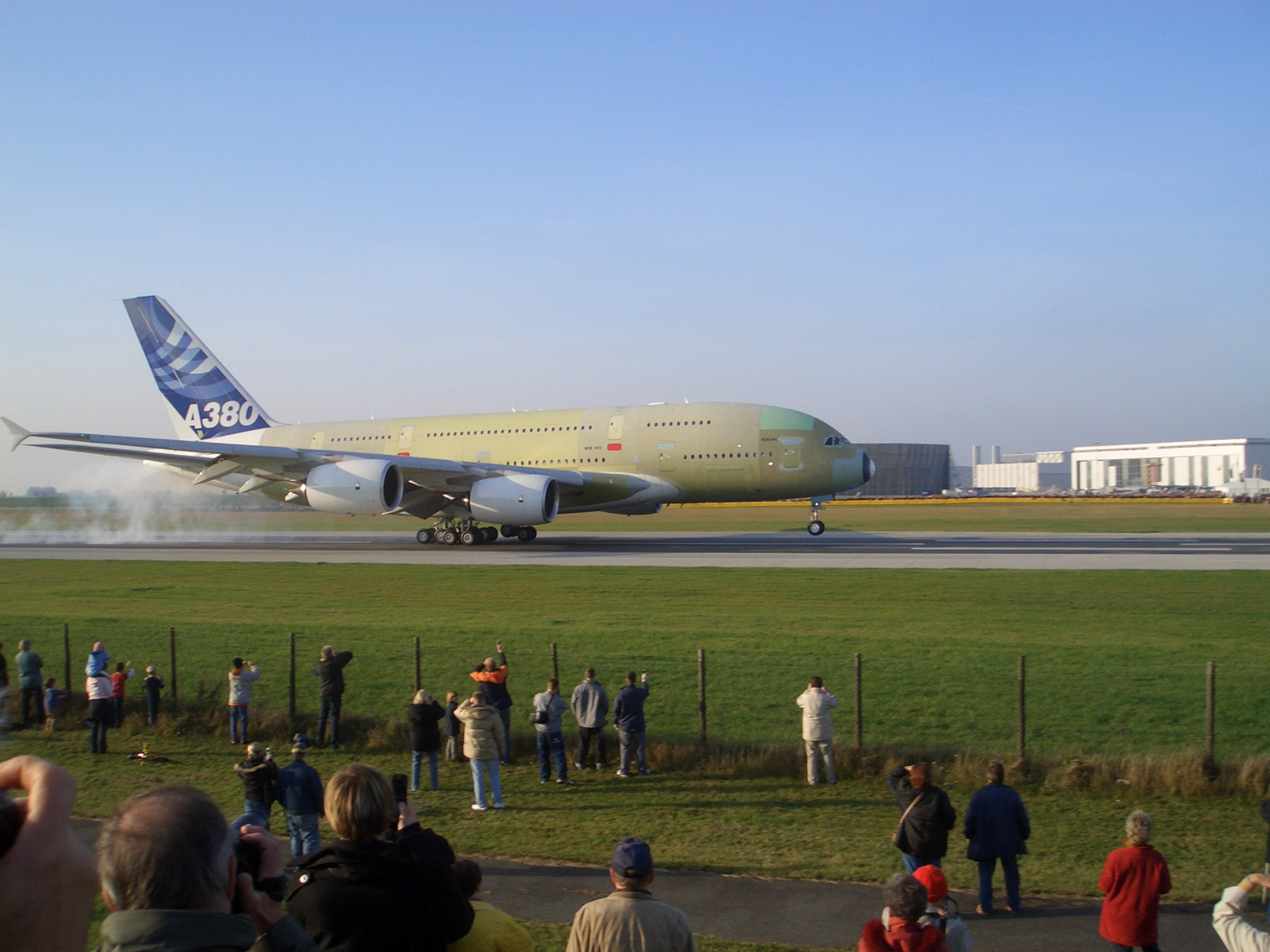
Die erste Landung eines Airbus A380-800 in Finkenwerder
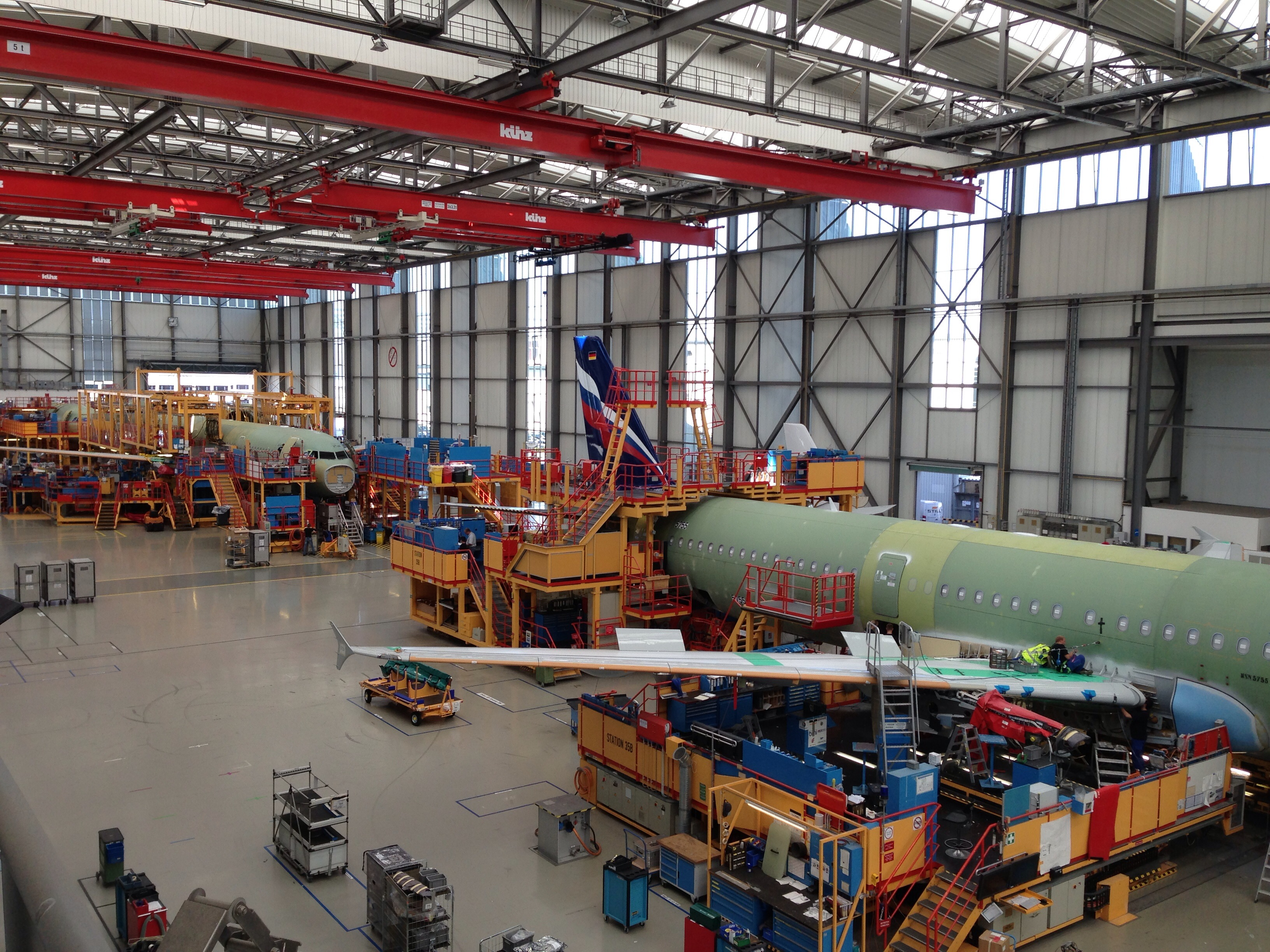
Fertigung eines Airbus A321 am Fließband des Flugplatzes Hamburg-Finkenwerder.
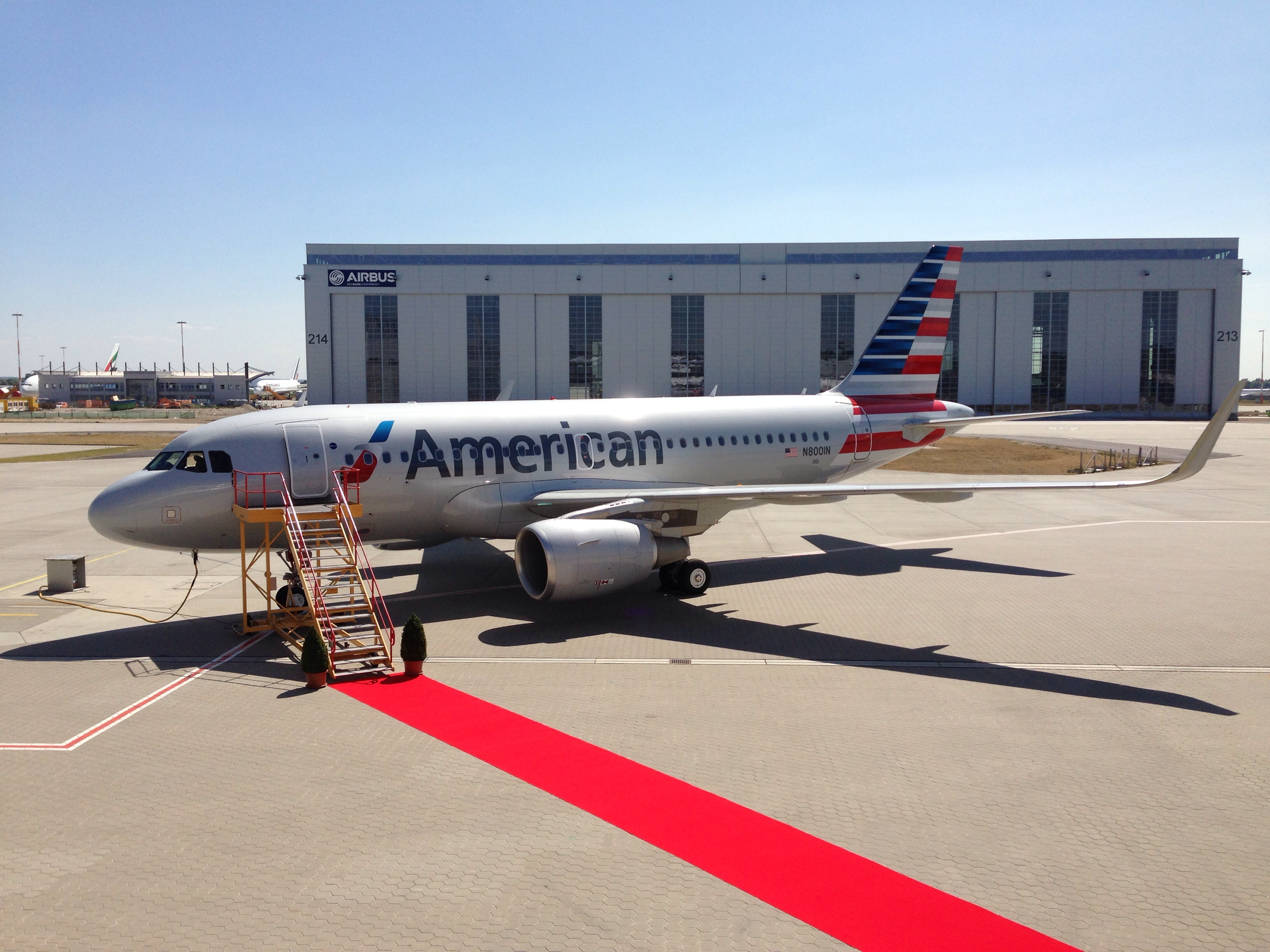
Auslieferung des ersten Airbus A319 für American Airlines im Juli 2013
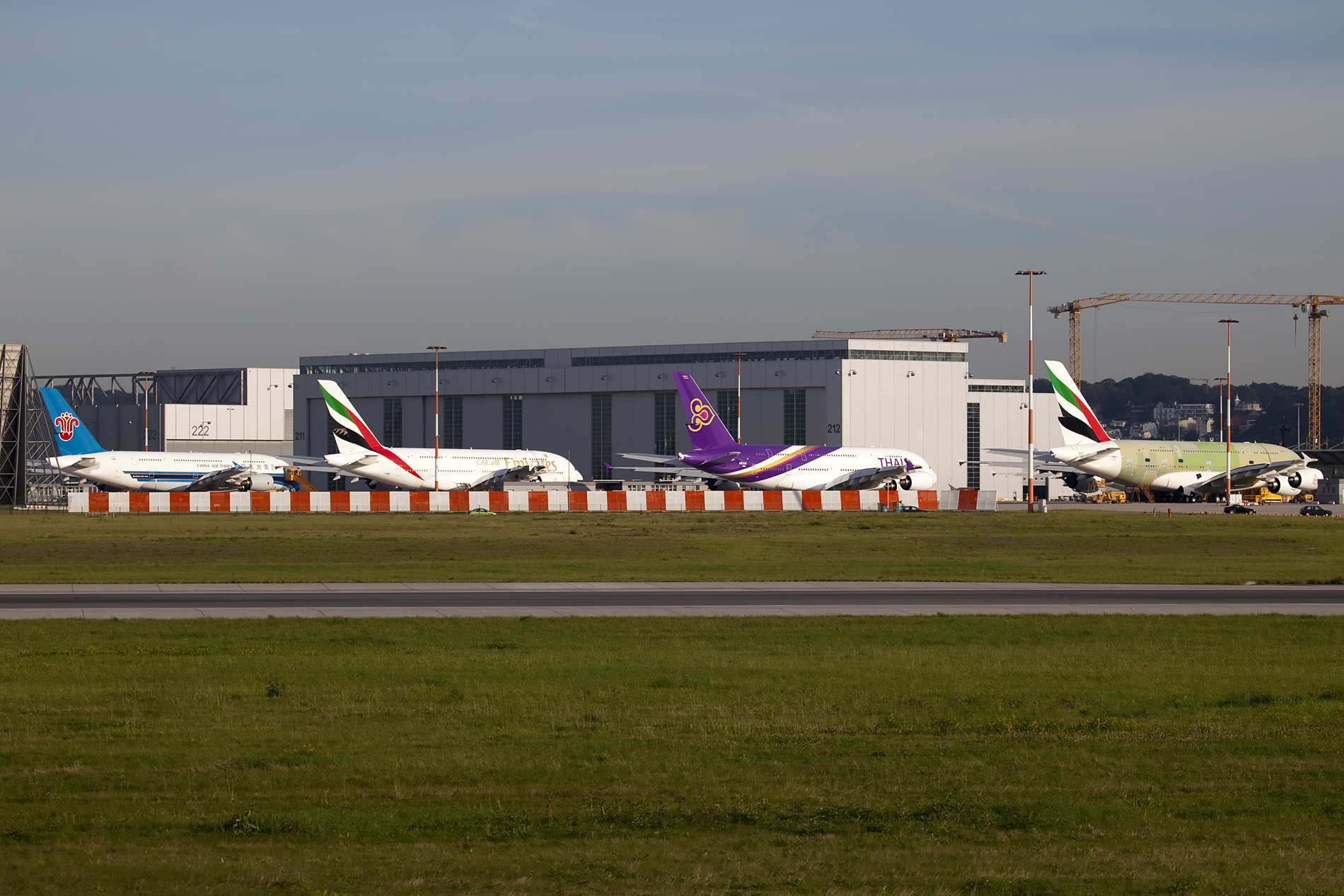
4 Airbus A380 auf dem Vorfeld
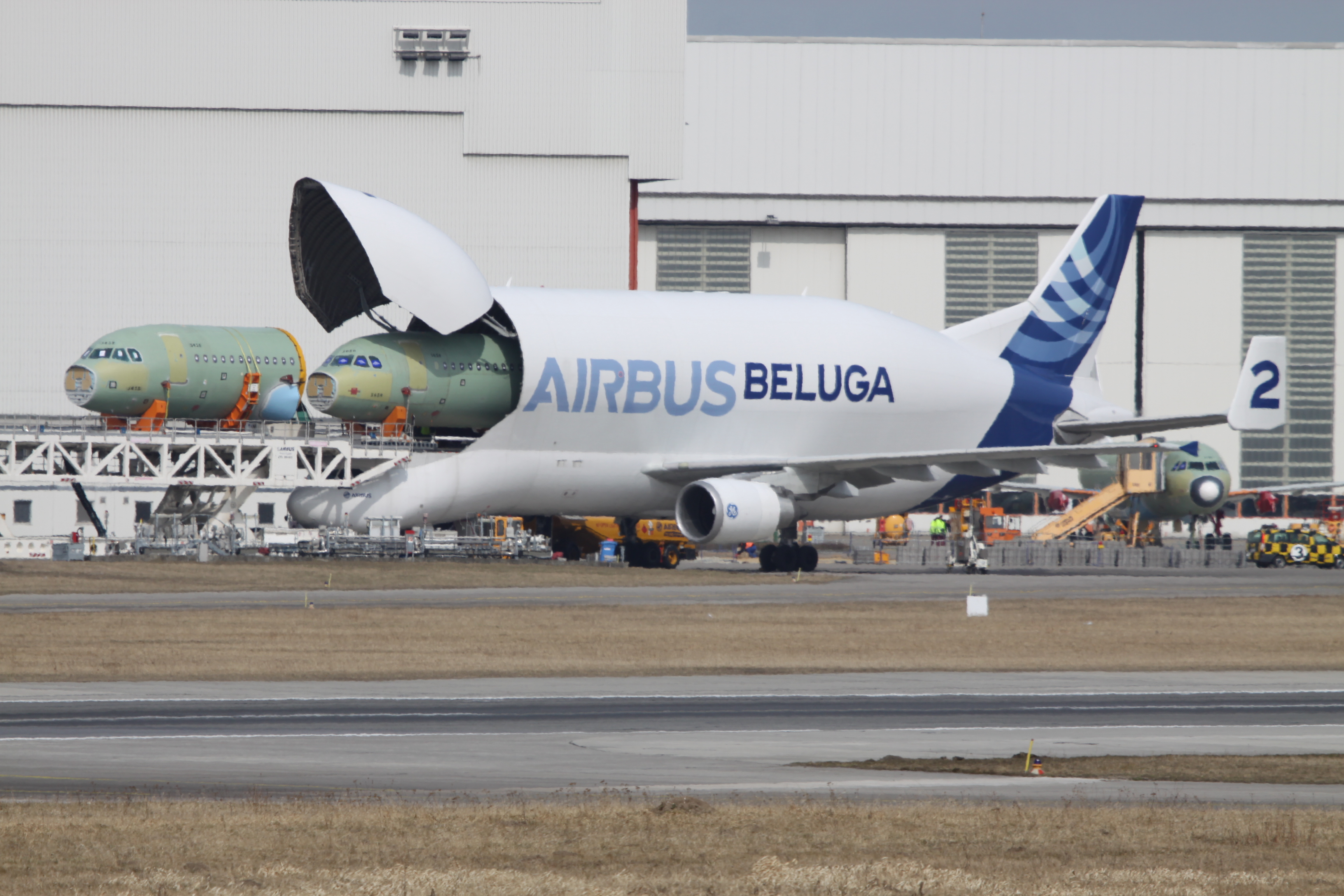
Entladung von Cockpitsektionen aus einem Airbus Beluga

## Passagierflüge
Linienflüge werden nicht durchgeführt. Die einzigen Passagierflüge sind die des „Werkscharters“ nach Toulouse.
| Fluggesellschaft     | Flugnummer | Ziel     | Flugzeugtyp | Frequenz   |
| -------------------- | ---------- | -------- | ----------- | ---------- |
| Volotea (für Airbus) | –          | Toulouse | A319        | 2× täglich |

## Flughafenfeuerwehr
Die Flughafenfeuerwehr  gehört zur Werkfeuerwehr der Airbus Operations GmbH. Sie ist auch für den Winterdienst auf dem Rollfeld zuständig. Die Fahrzeuge sind mit der Silhouette eines A380 beklebt. Neben dem Hilfeleistungslöschgruppenfahrzeug und dem Teleskopmast stehen auch ein Flugfeldlöschfahrzeug und drei Wechselladerfahrzeuge mit einem Abrollbehälter-Löschmittel zur Brandbekämpfung zur Verfügung.

## Zwischenfälle
- Am 16. September 1959 stürzte eine Nord Noratlas 2501D der Luftwaffe mit dem Luftfahrzeugkennzeichen GC+106 (Werknummer: D062) während eines Werkstestfluges bei Oederquart ab, knapp 50 Kilometer vom Start- und Zielflugplatz Hamburg-Finkenwerder. Die vier Besatzungsmitglieder waren Angehörige von HFB Finkenwerder und kamen ums Leben.[8]